# Loud 'n' Proud
Albums de Nazareth
Razamanaz
(1973) Rampant
(1974)
Singles
1. This Flight Tonight
Sortie : octobre 1973
2. Go Down Fighting
Sortie : 1973

Loud'n'Proud est le 4e album studio du groupe de hard rock écossais Nazareth. Il est paru le 12 novembre 1973 sur le label Mooncrest (Vertigo Records pour la France, A&M Records pour l'Amérique du Nord) et a été produit par Roger Glover.

## Historique
Cet album a été enregistré en Écosse dans le repaire du groupe appelé « The Ganghut » à Jamestown. Il a été enregistré par l'ingénieur du son, Bob Harper, avec l'aide du studio mobile Pye. Seule la chanson Child in the Sun fut enregistrée à Londres dans les studios Apple.
Il poursuit le virage vers le hard rock que le groupe avait commencé avec l'album précédent Razamanaz sorti seulement six mois avant. Il forge vraiment le style du groupe et les reprises de Bob Dylan (The ballad of Hollis Brown), Little Feat (Teenage Nervous Breakdown) et Joni Mitchell (This Flight Tonight) connaissent une réelle transformation.
Il a atteint la 10e place dans les charts britanniques, ce qui en fera l'album du groupe le mieux classé et pointera même à la première place des charts autrichiens. En 1976, il sera certifié disque de platine au Canada pour 100 000 exemplaires vendus.
Le single, une reprise du titre de Joni Mitchell, This Flight Tonight, atteindra la 11e place dans les charts britanniques et se classera à la première place des charts allemands. Joni Mitchell qui avait enregistré cette chanson en 1971 pour son album Blue, fut très impressionnée par cette reprise et il lui arrivait de présenter cette chanson lors des concerts comme une chanson de Nazareth.

## Liste des titres
- Les titres sont signés par Darrell Sweet, Manny Charlton, Pete Agnew, Dan McCafferty sauf indications.

### Version originale
Face 1
| No | Titre                                              | Auteur        | Durée |
| -- | -------------------------------------------------- | ------------- | ----- |
| 1. | Go Down Fighting                                   |               | 3:04  |
| 2. | No Faking It                                       |               | 3:58  |
| 3. | Turn On Your Receiver                              |               | 3:17  |
| 4. | Teenage Nervous Breakdown (Reprise de Little Feat) | Lowell George | 3:41  |
| 5. | Freewheeler                                        |               | 5:29  |

Face 2
| No | Titre                                             | Auteur        | Durée |
| -- | ------------------------------------------------- | ------------- | ----- |
| 6. | This Flight Tonight (Reprise de Joni Mitchell)    | Joni Mitchell | 3:21  |
| 7. | Child in the Sun                                  |               | 4:55  |
| 8. | The Ballad of Hollis Brown (Reprise de Bob Dylan) | Bob Dylan     | 9:13  |

## Musiciens
Nazareth
- Dan McCafferty : chant.
- Manuel Charlton : guitares: solo, slide, acoustique, chœurs.
- Pete Agnew : basse, fuzz bass sur The Ballad of Hollis Brown, chœurs.
- Darell Sweet : batterie, percussions, chœurs.

Musicien additionnel
- Roger Glover: percussions sur Freewheeler

## Crédits
- Enregistré à The Ganghut, Jamestown (Ecosse) avec The Pye Mobile Unit par Bob Harper.
- Produit par Roger Glover
- Remixage à AIR London :

- Enregistré par Geoff Emerick
- "7 & 8" enregistrés aux Apple Studios (Londres) par John Mills
- Pochette : Dave Field
- BBC live :

- enregistré par Bob Harris
- Diffusé le 13 août 1973

## Charts & Certification
| Pays        | Durée du classement | Meilleur classement |
| ----------- | ------------------- | ------------------- |
| Allemagne   | 7 semaines          | 8e                  |
| Autriche    | 28 semaines         | 1er                 |
| Canada      | 25 semaines         | 17e                 |
| États-Unis  | 8 semaines          | 150e                |
| Norvège     | 22 semaines         | 9e                  |
| Royaume-Uni | 7 semaines          | 10e                 |

| Pays   | Ventes   | Certification | Date       |
| ------ | -------- | ------------- | ---------- |
| Canada | 100 000+ | Platine       | 01/05/1976 |

### Charts single
| Titre               | Année | Pays        | Durée du classement | Meilleur classement |
| ------------------- | ----- | ----------- | ------------------- | ------------------- |
| This Flight Tonight | 1973  | Allemagne   | 28 semaines         | 1er                 |
| This Flight Tonight | 1973  | Royaume-Uni | 13 semaines         | 11e                 |
| This Flight Tonight | 1974  | Autriche    | 24 semaines         | 2e                  |
| This Flight Tonight | 1974  | Canada      | 14 semaines         | 27e                 |
| This Flight Tonight | 1974  | Suisse      | 12 semaines         | 5e                  |